# كيفن غورتز
كيفن غورتز (بالهولندية: Kevin Görtz)‏ هو لاعب كرة قدم هولندي في مركز ظهير ‏، ولد في 28 نوفمبر 1989 في إيمين في هولندا. لعب مع نادي إيمن.

## وصلات خارجية
- كيفن غورتز على موقع قاعدة بيانات كرة القدم.إي يو (الإنجليزية)
- كيفن غورتز على موقع Soccerway.com (الإنجليزية)